# Hunter's Point
Hunter's Point (ou Opacikoteak Ecitacikewapan) est un établissement indien formant une petite communauté autochtone algonquine de la province de Québec située dans la région administrative de l'Abitibi-Témiscamingue. Elle demeure peu habitée, mais est rattachée à la Première Nation de Wolf Lake.

## Géographie
L'établissement d'Hunter's Point est situé à 37 kilomètres au nord-est de la ville de Témiscaming en bordure du lac Hunter's Point près de la confluence de la rivière Ostaboningue et de la rivière Audoin. Ne jouissant pas du statut de réserve indienne, la Première Nation ne bénéficie pas d'assise territoriale en bonne et due forme. Les membres de la communauté vivent dans la municipalité de Témiscaming et ailleurs au Québec.

## Démographie
Bien que la population de la Première Nation de Wolf Lake soit d'environ 200 personnes depuis les années 2000, Hunter's Point demeure un lieu peu habité. 
| 2001 | 2006 | 2011 | 2016 | 2021 |
| ---- | ---- | ---- | ---- | ---- |
| 5    | 32   | 27   | 10   | 5    |